# Waikukupa (fleuve)
Le fleuve Waikukupa  (en anglais : Waikukupa River) est un cours d’eau de la région de la West Coast dans l’Île du Sud de la Nouvelle-Zélande.

## Géographie
Il s’écoule vers le nord-ouest à travers le Parc national de Westland Tai Poutini pour atteindre la Mer de Tasman à 14 kilomètres au Nord de l’agglomération de Fox Glacier.